# 门格斯基兴
门格斯基兴是德国黑森州林堡-魏尔堡县的一个市镇。总面积30.82平方公里，总人口5700人，其中男性2839人，女性2861人（2011年12月31日），人口密度185人/平方公里。